# ورلیکا
وْرلیکا (به کرواتی: Vrlika) شهری در ایالت اسپلیت-دالماتیا کشور کرواسی است که جمعیت آن در سال ۲۰۱۱ میلادی ۲٬۱۵۹ نفر بوده‌است.